# Italie aux Jeux olympiques d'été de 1924

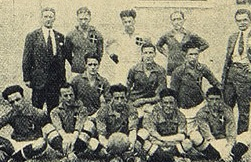
L'Italie aux Jeux Olympiques de Paris 1924.

L'Italie participe aux Jeux olympiques d'été pour la sixième fois aux Jeux de Paris en 1924.
Avec seize médailles (huit d'or, trois d'argent et cinq de bronze), les athlètes italiens, emmenés par l'athlète Ugo Frigerio, se sont classés à la cinquième place du classement des nations. 
Les Italiens ont dominé les compétitions d'haltérophilie en remportant trois des cinq titres en jeu.

## Liste des médaillés italiens

### Médailles d'or
| Sport              | Discipline                      | Sportifs | Performance   |
| Médailles d'or : 8 |                                 | |               |
| Athlétisme         | 10 km marche (H)                | Ugo Frigerio | 47 min 49 s 0 |
| Cyclisme sur piste | Poursuite par équipe (H)        | Francesco Zucchetti Angelo de Martini Alfredo Dinale Aleardo Menegazzi                                                             | 5 min 15 s 0  |
| Escrime            | Sabre par équipe (H)            | Oreste Moricca Giulio Sarrocchi Oreste Puliti Guido Balzarini Renato Anselmi Vincenzo Cuccia Bino Bini Marcello Bertinetti         |               |
| Gymnastique        | Concours général par équipe (H) | Luigi Cambiaso Mario Lertora Vittorio Lucchetti Luigi Maiocco Ferdinando Mandrini Francesco Martino Giuseppe Paris Giorgio Zampori | 839,058 pts   |
| Gymnastique        | Anneaux (H)                     | Francesco Martino | 21,553 pts    |
| Haltérophilie      | Plumes -60 kg                   | Pierino Gabetti | 402,5 kg      |
| Haltérophilie      | Moyens 67.5-75 kg               | Carlo Galimberti | 492,5 kg      |
| Haltérophilie      | Lourds +82,5 kg                 | Giuseppe Tonani | 517,5 kg      |

### Médailles d'argent
| Sport                  | Discipline            | Sportifs                                             | Performance       |
| Médailles d'argent : 3 |                       |                                                      |                   |
| Athlétisme             | Marathon (H)          | Romeo Bertini                                        | 2 h 47 min 19 s 6 |
| Aviron                 | Deux avec barreur (H) | Ercole Olgeni Giovanni Scatturin Gino Sopracordevole | 8 min 39 s 1      |
| Equitation             | Saut d'obstacles      | Tommaso Lequio di Assaba et Trebecco                 |                   |

### Médailles de bronze
| Sport                   | Discipline                  | Sportifs | Performance |
| Médailles de bronze : 5 |                             | |             |
| Aviron                  | Huit                        | Antonio Cattalinich Francesco Cattalinich Simeone Cattalinich Giuseppe Crivelli Latino Galasso Pietro Ivanov Bruno Sorić Carlo Toniatti Vittorio Gliubich |             |
| Equitation              | Concours complet par équipe | Alberto Lombardi et Pimplo Alessandro Alvisi et Capiligio Emanuele Beraudo di Pralormo et Mount Félix Tommaso Lequio di Assaba et Torena                  |             |
| Escrime                 | Épée par équipe (H)         | Marcello Bertinetti Giulio Basletta Oreste Moricca Virgilio Mantegazza Giovanni Canova Vincenzo Cuccia                                                    |             |
| Gymnastique             | Barres parallèles (H)       | Giorgio Zampori | 21,45 pts   |
| Tennis                  | Simple (H)                  | Umberto de Morpurgo |             |